# Pointe-Noire (république du Congo)
Pour les articles homonymes, voir Pointe-Noire.
Pointe-Noire (kikongo : Njinji, français : Ndjindji l’orthographe Ndjindji suit les normes d’orthographe française) est une ville et une commune de la république du Congo, située à l’extrême sud du pays, et est le chef-lieu du département autonome du même nom depuis 2002, mais était auparavant le chef-lieu de la région du Kouilou. Sise à l'ouest de l'Afrique, sur la façade atlantique, la ville constitue le débouché naturel d'un axe de communication prépondérant entre l’Afrique centrale et les eaux internationales ; à ce titre, elle représente pour la république du Congo un poumon économique alimenté par l'activité du terminal pétrolier de Djeno et de son port en eau profonde.
Pointe-Noire est le principal centre commercial de la République du Congo et la deuxième ville du pays, avec une population de 1 398 812 habitants selon le recensement national officiel,. Pointe-Noire est devenue un département à part entière divisé en six arrondissements. Aussi appelée Ponton La Belle ou Njinji, elle est jumelée avec la ville française du Havre en Normandie.
Depuis le début des années 1980, Pointe-Noire n'a cessé de croître et d'attirer de nouveaux habitants, du fait surtout de l'activité pétrolière de Total (ancien Elf Congo), d'ENI (anciennement AGIP -  Azienda generale italiana petroli) et d'autres groupes pétroliers mais aussi parce que la ville a été globalement épargnée par les affrontements consécutifs à la guerre civile du Congo-Brazzaville qui secoue le pays dans les années 1990.

## Toponymie
Le toponyme Pointe-Noire est dérivé du nom espagnol Punta Negra, et du portugais Ponta Negra qui apparaît pour la première fois sur une carte de 1484 en référence à une proéminence rocheuse sombre. Celle-ci servait de balise aux marins portugais qui longeaient les côtes de Basse Guinée ou Guinée inférieure en direction de l'embouchure du fleuve Congo.
Pointe-Noire est surnommée Ponton par ses habitants, Ndji-Ndji ou Njinji, en référence à l'ancien village de pêcheurs sur lequel on a bâti la ville.

## Géographie

### Climat
Pointe-Noire bénéficie d'un climat tropical de savane, assez doux le jour (de 21,4° de température moyenne en juillet à 26,8° en mars) et d'une température encore plus douce le soir (environ 22° à 26°). L'année climatique est marquée par deux saisons sèches, l'une courte de janvier à mars et l'autre longue de juin à octobre, entrecoupées par deux saisons des pluies de deux mois chacune environ.

### Topographie

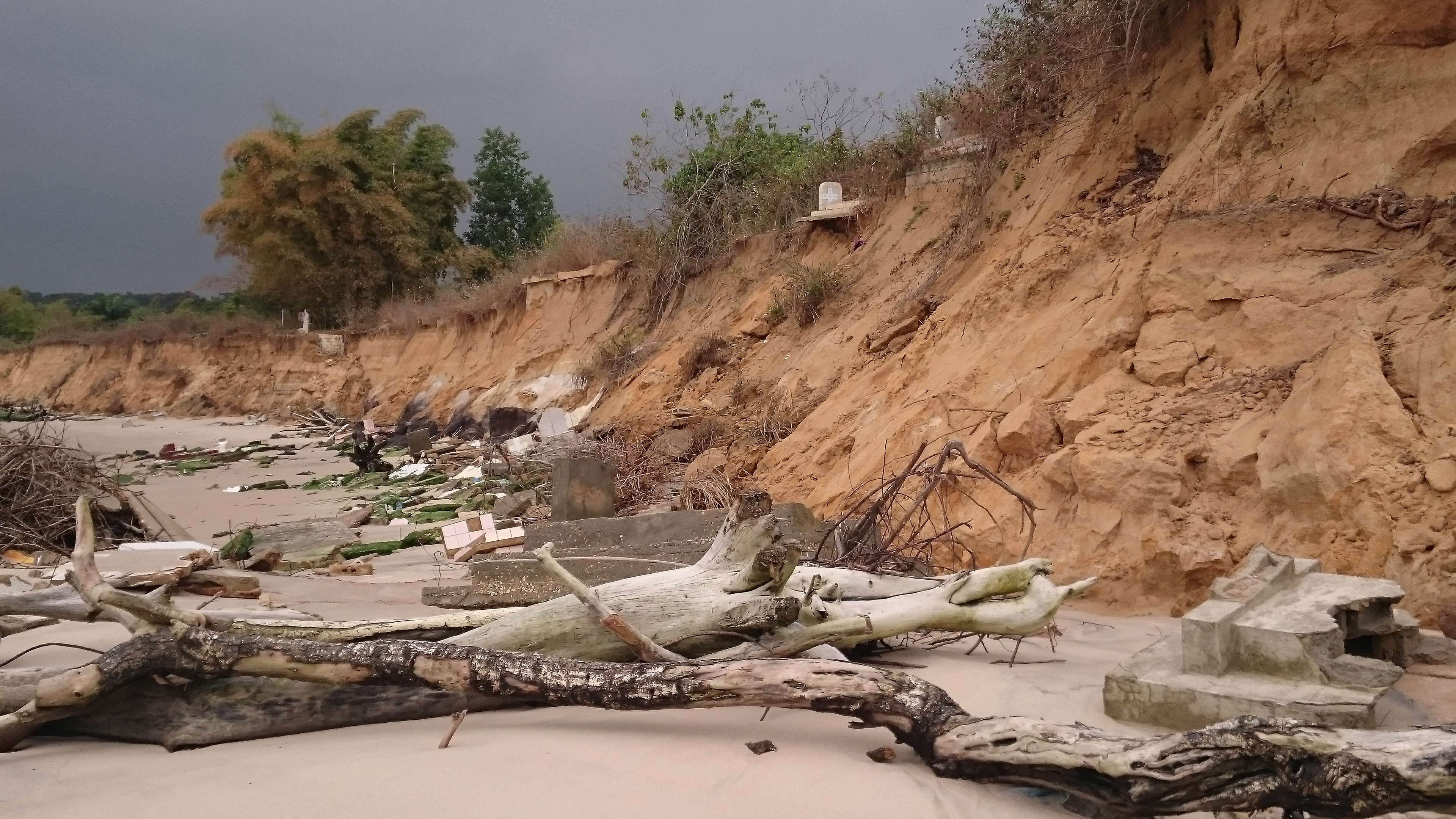
L'érosion côtière entraîne la disparition d'un cimetière marin ou de bateaux.

La ville est située dans le prolongement d'une étroite plaine littorale en contrebas d'un plateau qui prolonge le Mayombe, massif montagneux de faible altitude, lequel sépare Pointe-Noire de la capitale Brazzaville située 510 kilomètres à l'est. Ce relief explique non seulement la difficulté de communication entre le littoral et la cuvette congolaise (d'où le nom du département), mais également la nécessité de la ligne de chemin de fer pour exporter depuis Pointe-Noire les ressources de l'hinterland.
À une échelle plus fine, le site de Pointe-Noire est entrecoupé de collines et de vallons marécageux. Les dunes littorales et les marnes sableuses rappellent les caractéristiques de côte à lido qui ont donné naissance à la dépression où s'est implantée Pointe-Noire.
Cette sédimentation continue, caractéristique des cordons littoraux, est aujourd'hui menacée par la construction du port en eau profonde qui a entrainé un net recul du trait de côte de l'ordre de deux à trois mètres par an. Ce phénomène menace désormais le cimetière de Laongo, le Père-Lachaise congolais, qui abrite notamment la sépulture de Jean Félix-Tchicaya, député du Gabon et du Congo à l'Assemblée Nationale française de 1945 à 1959.

## Démographie
La population de la municipalité de Pointe-Noire est d'environ 715 334 habitants selon le recensement de 2007, répartie sur six arrondissements que sont Lumumba, Mvoumvou, Tié Tié, Loandjili, Mongo Mpoukou et Ngoyo. Pointe-Noire a connu un très fort taux d'accroissement de sa population, d'environ 4,5 % en moyenne, depuis sa fondation jusqu'aux années 1990.
Aujourd'hui, la croissance reste forte alors même que la densité du département-commune est la plus élevée du pays avec 16 369,2 habitants au km2 (en 2007). L'agglomération, qui déborde désormais la municipalité, et en incluant les habitants non-déclarés, compterait aux alentours de 1 100 000 habitants.

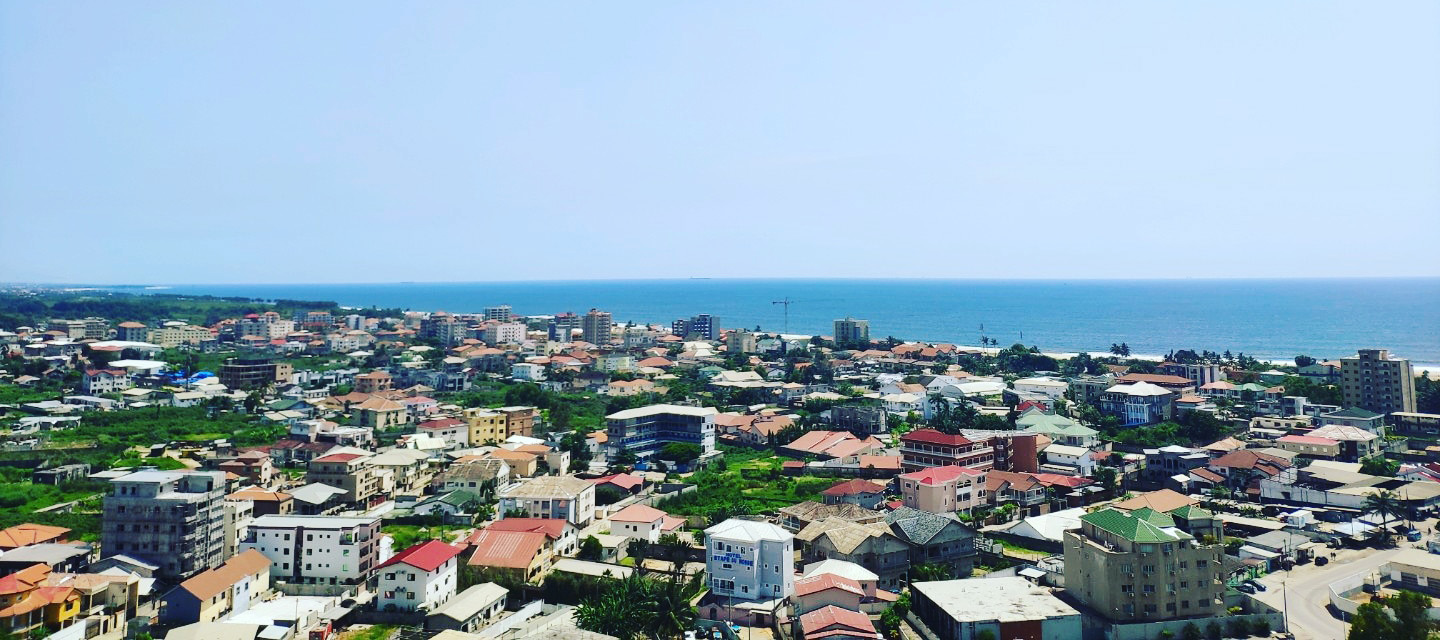
Urbanisation de la zone côtière.

La caractéristique essentielle de Pointe-Noire est son développement urbain extensif qui a pour conséquence la consommation incontrôlée de l'espace. Cette forte consommation de l'espace est aussi due au mode de construction qui privilégie l'extension horizontale pour la plus grande partie de la ville, en particulier en direction de l'Est. De ce fait, l'agglomération, en moins de cinquante ans, a grandi de façon exponentielle et elle est largement sortie de ses limites originelles pour couvrir aujourd'hui 1 144 km2.
Du point-de-vue des origines nationales, la population congolaise représente environ 70 % de la population de la municipalité contre plus de 90 % dans l'ensemble du pays, le reste étant constitué de ressortissants de la république démocratique du Congo (15 %), d'Africains de l'ouest (5 %), de Libanais et d'expatriés européens dont une partie est le produit d'une immigration illégale que le pays essaie de combattre dans le cadre de l'opération d'envergure nationale Mbata ya bakolo, ce tout particulièrement à Pointe-Noire.
Sur le plan sociologique, la ville compte 48 % d'habitants de moins de 20 ans, 18 % de chômeurs en incluant le secteur informel (sens élargi) mais seulement 9 % au sens BIT (en 2012).
Au regard des pratiques linguistiques, la langue la plus parlée est le kituba ou le munukutuba qu'on appelle le kikongo facile, suivie du français, langue officielle du pays. Le kituba est la « langue du chemin de fer », langue véhiculaire des régions bordant le chemin de fer Congo-Océan, qui facilite les échanges commerciaux entre les populations desdites régions.

## Organisation administrative

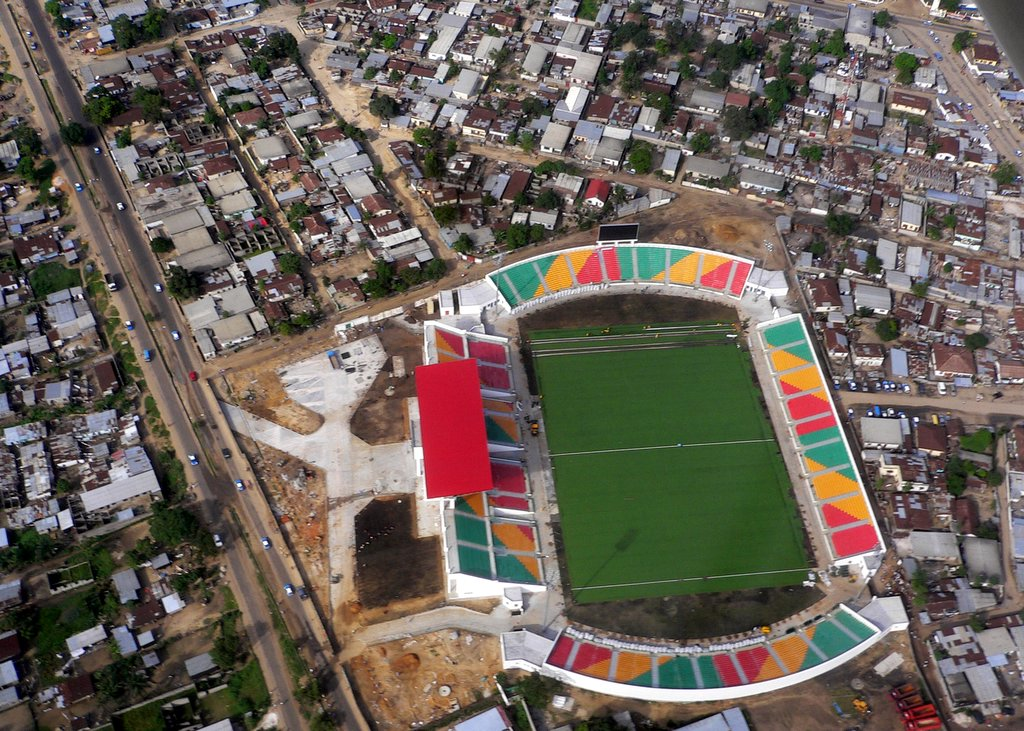
Stade de Pointe-Noire à Mvoumvou.

Avant la réforme administrative de 2003, Pointe Noire est le chef-lieu de la région du Kouilou, elle est depuis séparée de ce dernier et devient un département autonome administré par un préfet.
Depuis 2011, la ville de Pointe-Noire compte six arrondissements :
- Lumumba
- Mvoumvou
- Tié-Tié
- Loandjili
- Mongo-MPoukou
- Ngoyo

La ville de Pointe-Noire englobe aujourd'hui de nombreuses localités qui auparavant étaient des districts, c'est le cas de Ngoyo, Siafoumou ou Loango.

## Liste des maires de Pointe-Noire

### Sous administration coloniale
- Jean Jacoulet[24] (1939-1941)
- Capa Gary (1941-1945)
- Jouvenaux (1945)
- Charles Marmiesse[25] (1945-1947)
- Henry Pouvergne (1947)
- Blanc (1947-1948)
- Dacosta (1948-1950)
- Pertihon (1950-1953)
- Henri Olive (1953-1955)
- Joffre (1955-1956)

### Sous administration congolaise
- Robert Stéphane Tchitchelle (1956-1963)
- Marcel Babindamana (1963-1965)
- Gustave Ondziel (1965-1969)
- Fayette-Tchitembo (1969-1970)
- Prosper Matoumpa-Mpolo (1970-1971)
- Jacques Bouiti (1971-1973)
- Jean-Pierre Mafouana (1973-1979)
- Zéphirin Mafouana-Makosso (1979)
- Fulgence Milandou (1979-1984)
- Jean-Baptiste Missamou[26] (1984-1990)[note 1]
- Jean-Pierre Detchissambou (1990-1991)
- Marcel Tchionvo (1991-1992)
- Étienne Boukaka (1992-1993)
- Jean Théodore Pouaboud (1993-1994)
- Jean-Pierre Thystère-Tchicaya (1994-1997)
- François Luc Macosso (1997-2002)[27]
- Jean Christian Akonzo (2002-2003)
- Roland Bouiti-Viaudo (2003-2017)
- Jean-François Kando (28 août 2017-2022)
- Évelyne Tchitchelle (depuis septembre 2022)[28]

## Histoire

### Principaux évènements de la fondation à nos jours

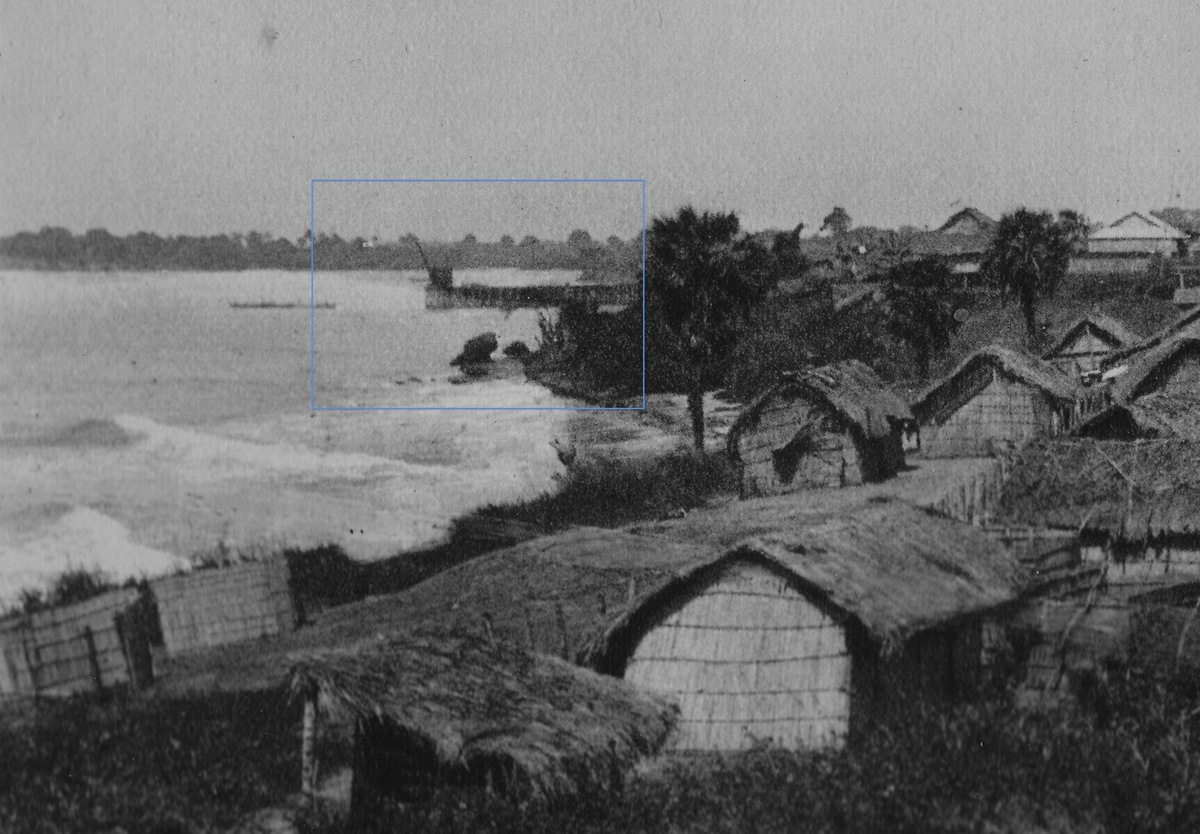
Cap de Pointe-Noire en 1924 : le village de pêcheurs, la roche fétiche et le wharf provisoire en arrière-plan.

La ville voisine de Loango, capitale du royaume du même nom, a été la première porte d'entrée des colons au Moyen-Congo, colonie créée à la suite des explorations de Pierre Savorgnan de Brazza mais la ville a rapidement été supplantée par Pointe-Noire, une fondation européenne de 1883 entreprise par le colonel Cordier. En effet, la période qui va des années 1880 aux années 1920 est marquée par la très progressive occupation militaire du Congo et sa pacification : Robert Cordier, le commandant du Sagittaire, dépêché par Pierre Savorgnan de Brazza pour empêcher la progression des Belges, signe un traité de paix avec les dignitaires vilis établis à Tchimbamba qui lui permet de s'établir sur le site du futur port de Pointe Noire. La ville reste encore éclipsée par Loango qui est, jusqu'en 1920, le chef-lieu du Kouilou bien qu'elle devienne dès 1910 le chef-lieu du Moyen-Congo après que Brazzaville est devenue le siège du gouvernement général de l'ensemble de l'AEF.
C'est la décision de construire un port en eau profonde qui a poussé les administrateurs coloniaux à abandonner Loango au profit de Pointe Noire. Pour mobiliser tous ces travailleurs dans ce Moyen-Congo qui n'est alors peuplé que de 400 000 habitants en 1920, le gouverneur général de l'Afrique-Équatoriale française, Victor Augagneur, crée alors la circonscription du Chemin de fer Congo-Océan (CFCO) le 26 septembre 1921 avec chef-lieu Loudima tandis que Pointe-Noire devient pour la première fois un district à part entière et éclipse Loango. En 1922, Victor Augagneur réaménage encore la division administrative du Moyen-Congo et le Kouilou redevient une région mais cette fois-ci avec Pointe Noire comme chef-lieu ; cela sonne le glas de Loango qui tombe progressivement dans l'oubli.
Le premier lotissement de la ville se fait en septembre 1922 dans la zone du port mais le périmètre urbain n'est délimité que par l'arrêté du gouverneur Marchand, en date du 9 décembre 1925.
En 1923, elle est choisie pour être le terminus du Chemin de fer Congo-Océan (CFCO).
Le 28 décembre 1936, le Gouverneur général de l'AEF, Joseph-François Reste, élève Pointe-Noire au rang de commune mixte tout comme Port-Gentil. Pointe-Noire devient commune de plein exercice par la loi du 18 novembre 1955. Mais, auparavant, par le décret N° 50-276 du Président du Conseil des Ministres de la France Georges Bidault, en date du 28 février 1950, Pointe-Noire devient le chef-lieu du territoire du Moyen-Congo.
À partir de 1949, et jusqu'au vote de l'Assemblée Territoriale du 28 novembre 1958, Pointe-Noire devient capitale du Moyen-Congo, en abritant le siège du gouverneur, du chef du territoire et de l'assemblée territoriale et des services administratifs.
En novembre 1958, à la suite de la loi-cadre de Gaston Defferre de 1956, le territoire du Moyen-Congo devient la république autonome du Congo, premier pas vers l'Indépendance qui est proclamée le 15 août 1960. À la suite de cette décision se tiennent les premières élections législatives qui voient, le 21 novembre 1959, à la suite d'événements que l'on peut qualifier de rocambolesques et de dramatiques en même temps, l'abbé Fulbert Youlou être élu premier ministre de la république du Congo, en battant Jean Félix-Tchicaya, le premier et unique député congolais à l'assemblée française dès 1946.
À la suite des incidents ayant émaillé les élections législatives, les députés de l'UDDIA, étant restés seuls dans la salle, décident du vote de l'acte constitutionnel, dans la même nuit, transfèrent sans débat et consultation la capitale du Congo à Brazzaville, lieu plus rassurant pour les vainqueurs de ces élections. Pointe-Noire cesse, de ce fait, d'être la capitale du Congo en 1959. Dès lors, si Pointe-Noire garde sa place de première ville économique du pays avec ses usines, son port, ses ateliers du Chemin de fer Congo-Océan (CFCO), elle perd son autonomie administrative, toutes les décisions en ce qui la concerne émanant désormais des autorités en place à Brazzaville.

### Naissance de la cité coloniale de Pointe-Noire durant les années 1920
Lorsque la ville devient subdivision ou district ou sous-préfecture en 1921, elle n'est pas encore une agglomération, car l'essentiel du trafic avec l'extérieur s'effectue via Loango, à une quinzaine de kilomètres de là.
Pointe-Noire doit donc son implantation à la perspective de la construction du port et du Chemin de fer Congo-Océan (CFCO) ; en fait, ce n'est encore qu'un camp de chantier. Les travaux des chantiers du port et du Chemin de fer Congo-Océan (CFCO) viennent à peine de débuter. Il n'y a pas encore d'implantation définitive des populations, mais dès l'année 1923, on commence à penser à l'aménagement de la ville. C'est ainsi que dès 1924, Pointe-Noire est doté de son premier plan directeur de développement. Ce plan consacre la division en deux de la ville : la zone européenne et la zone indigène.
Dans ce premier plan, seule la partie européenne a véritablement le visage d'une cité. La gestion foncière y est réglée par les dispositifs du décret du 8 février 1899 qui définit le domaine public au Congo français, ainsi que par le décret du 28 mars 1899 qui définit la propriété foncière au Congo français et qui dispose que « les terres vacantes et sans maître dans le Congo français appartiennent à l'État ». Le centre ville est ainsi réservé aux Blancs tandis que l'administration ne s'occupe pas de ce qui se passait dans la cité indigène.
En effet, dans le décret du 11 décembre 1920 modifiant le décret du 28 mars 1899 sur la propriété foncière, il est stipulé que « les biens appartenant aux indigènes […] et ceux possédés par les collectivités sont régis par les coutumes et usages locaux pour tout ce qui concerne leur acquisition, leur conservation et leur transmission ». Alors qu'en centre-ville, l'obtention d'un terrain se fait soit par adjudication ou par cession de gré à gré entre l'administration et un privé, dans la cité indigène, tout se fait selon la coutume et jusqu'en 1950, on n'y parle pas de titre foncier. C'est à partir de 1950 qu'il est proposé aux Noirs de transformer en titres fonciers les terres détenues selon la coutume.
Toute la partie du centre-ville actuelle étant une zone de marécages peu fertile, vide de populations (sauf le petit village Ndjindji), les colonisateurs français ont pris soin de ne pas entrer en conflit avec les autochtones. La division de la ville était justifiée, le développement de la partie européenne se faisait autour du port et du Chemin de fer Congo-Océan (CFCO) (avec la gare centrale), le développement des africains à partir des villages, notamment Tié-Tié, première gare du Chemin de fer Congo-Océan (CFCO) au kilomètre 6. En cette période, la ville se cherche encore, commençant son développement démographique. Au départ, avec les travailleurs des deux grands chantiers (le Chemin de fer Congo-Océan (CFCO) et le port), la population atteint 3 000 habitants en 1928. La population de la ville est passée de 2 000 habitants en 1930 à 22 000 en 1942, 54 600 en 1958, 140 367 en 1974 et à 500 000 en 1994. Le recensement de 2007 a affiché 711 128 habitants.

### Développement de Pointe-Noire après l'achèvement de la ligne Congo-Océan en 1934
Selon Pierre Vennetier, Pointe-Noire est encore un semis de constructions éparses parmi le quadrillage des rues en terre que l'on commence à empierrer. La ville était constituée, pour l'essentiel, de l'actuel centre-ville, et elle se terminait à l'actuel rond-point du marché central. La ville (actuel centre-ville) était seulement la ville européenne. Elle était complète dans son organisation, comprenant des zones de production et des zones résidentielles avec écoles, terrains de sport… Le port n'était pas encore achevé.
Avec l'achèvement du port et du Chemin de fer Congo-Océan en 1934, et l'installation de la société coloniale d'électricité, la ville va connaître une certaine vitalité dans ses activités. Avec l'arrivée des populations, cette période est celle du développement de la cité. L'hôpital est construit, le marché s'agrandit, c'est la formation de la première couronne. Le premier quartier à être loti est le Camp Chic, fait des maisons de la SCIC. Ces maisons sont construites sur des parcelles d'environ 250 m2. Elles comprennent pour l'essentiel deux chambres à coucher, un petit séjour, une douche, un W-C. et une cuisine. Le centre-ville va connaître une relative densification par l'occupation des terrains vides contenus dans le tracé directeur. Le quartier Nzinzi va se densifier le long des grands axes, il n'y a pas des nouvelles voies. Les constructions sont encore sommaires, il y a peu de bâtiments à plusieurs étages.
En ce qui concerne le paysage urbain, on note peu de changement dans la physionomie de la ville. En revanche, le développement économique se traduit par la densification du quartier du port. La ville poursuit sa progression vers l'Est, par la construction du chemin de fer Kouilou, qui rejoint Loango. La construction de l'hôpital général, sur l'un des grands axes, va introduire dans la ville le découpage en îlot. On construit la quatrième avenue, dans le quartier de l'évêché. Le développement spatial de cette partie va se faire désormais de l'est vers l'ouest.

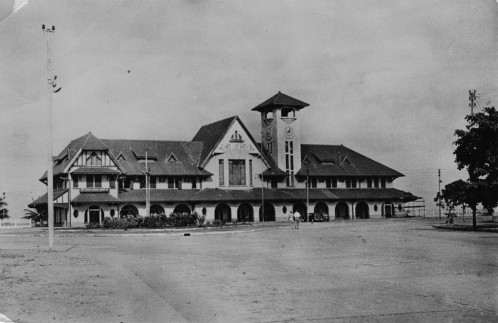
Gare de Pointe-Noire en 1947.

En 1936, on pense que la ville a atteint ses limites et que le développement doit désormais se faire à l'intérieur. Mais la ville reste essentiellement européenne. C'est au tour du village africain de connaître son développement, avec l'installation définitive des travailleurs des deux chantiers du CFCO et du port (1934 pour le premier, 1942 achèvement de la digue intérieure). Ceux-ci vont se convertir à d'autres métiers de services et de manutention. Le développement du village africain va se faire, lui aussi, dans les limites fixées dans le plan directeur de 1924, c'est-à-dire à l'intérieur de sept voies pénétrantes qui sont, en partant en arc de cercle depuis la place de Brazza, et d'ouest à l’est : l’avenue Raymond-Paillet, qui devrait rejoindre le Nord et la route de Brazzaville ; l'avenue Émile Gentil, elle aussi en partance pour le nord ; l'avenue Mgr Jean Derouet ; l’avenue de Ma Loango ; l'avenue Schœlcher, qui rejoint plus tard la mission des sœurs ; l'avenue Moe Pratt ; l'avenue de France, comme limite à l'Est. Le village africain est entouré sur son flanc Ouest par la rivière Tchikobo et sur son flanc Est par la rivière Tchinouka, son développement ne pouvait ainsi se faire que vers le Nord. À cette époque, le village africain est limité au Nord par l'actuelle avenue Félix-Tchicaya ; cette avenue joignait deux camps militaires, le camp colonel Genin (actuel camp 31 juillet) et le camp Saint Pierre qui n'existe plus aujourd'hui. Le marché central est installé de la deuxième ligne à la troisième ligne entre l'avenue Monseigneur-Derouet et l’avenue Schœlcher. Cet emplacement a été choisi pour créer une dynamique centrifuge. La trame urbaine de ces quartiers est basée sur le modèle d’une disposition radiale. À l'intérieur des sept voies, l'aménageur va disposer des voies secondaires, pour donner un découpage urbain en îlot à quatre côtés. Mais la logique n'est pas respectée à l'intérieur de chaque îlot ; en effet les rues sont parallèles aux voies secondaires. Ce découpage était fait pour permettre à l'administration coloniale de mieux contrôler les mouvements des populations, surtout en cette période de guerre. La liaison entre les deux parties de la ville se faisait par un seul point, le pont sur la Tchinouka, donnant sur l'avenue du général de Gaulle.

### Pointe-Noire de la fin de la Seconde Guerre mondiale à l'indépendance en 1960
C'est à cette période qu'apparaissent les premières occupations illégales du sol, dans le quartier du Kilomètre 4, au sud des ateliers du CFCO, malgré les interdictions des autorités. Ce quartier connaît un développement fulgurant rendant son aménagement presque impossible sans déplacement des habitants. L'architecture des habitations du village et du quartier du Kilomètre 4 est sommaire, il s’agit de constructions en matériaux bruts non traités, comme la tôle ondulée, des planches de bois ou des déchets de l'industrie. La croissance urbaine de la ville va se poursuivre selon les directions des voies principales. À partir des années 1950, le village va sortir de ses limites initiales et va s'étendre jusqu'à l'avenue de l'Indépendance. Le découpage est le même, mais la taille des îlots est plus grande. Cet aménagement se fait sans intervention de l'administration coloniale.
La surface du village va bientôt rejoindre celle de la partie européenne. On assiste à la naissance des quartiers Roy, Mawata, et à l'extension du quartier Mvoumvou. La population de deux parties commence à s'équilibrer à l'avantage du village.
Le village va continuer à s'agrandir plus rapidement qu'avant, plus rapidement que le quartier européen du fait de l'ambiguïté des lois coloniales à propos du foncier. Le développement de la partie africaine de la ville se fait par la volonté des propriétaires terriens. En effet, leurs droits sont reconnus dans le code foncier noir des colonies. Le quartier européen va poursuivre sa densification au gré des activités économiques et de l'arrivée des Européens ; cette partie de la ville est exclusivement réservée aux blancs. Le quartier du Losange va connaître un deuxième développement : construction de nouveaux bâtiments, de quelques routes et avenues. Le village africain va abandonner définitivement la logique de l'îlot du type haussmannien. C'est la division en petites ruelles non rectilignes qui prévaut, les surfaces des parcelles sont différentes les unes des autres. On constate une absence de places publiques ou des terrains libres dans le village africain. C'est le quartier Matende, la dernière partie de Mvoumvou.
Le quartier Mvoumvou va se développer en direction du Nord vers la rivière Songolo, et se densifier en population. À cette même période va apparaître le deuxième quartier dit illégal de la ville, c'est le quartier Planches, avec Saint Christophe, son église en planches de bois de couleur blanche. Comme toujours dans pareille situation, l'occupation des terres se fait anarchiquement. Ce quartier n'a pas assez de surface, car coincé entre la route de Brazzaville et la rivière Tchikobo. Plus tard, il y a un nouveau découpage. Le cimetière, qui devait se trouver hors de la ville, est totalement entouré par un nouveau quartier. À la fin de 1960, Pointe-Noire avait consommé ses meilleures terres, il ne restait que des terres marécageuses. Le développement de la ville ne pouvait se faire que par une densification des quartiers, c'est ce qui se passa à partir de 1960. Pointe-noire fut la capitale du Congo, lors de la reconnaissance en tant que république. Le premier gouvernement et assemblée y ont résidé. Jusqu'à la déclaration de l'indépendance le 1er août 1960.

### Transformations socio-économiques favorisées par l'indépendance du Congo
1960 est un tournant dans l'évolution de la ville ; c'est l'année de l'indépendance, même si elle n'est pas encore réelle. Les rapports sociaux ont changé, c'est-à-dire que les forces conservatrices vont redevenir fortes. Ainsi, le développement spatial de la ville, que l'on croyait terminé, va se poursuivre avec une vitesse inouïe ; on va franchir les limites naturelles qu'étaient les rivières et les forêts. C'est la naissance des quartiers Culotte, Makaya-Makaya (qui veut dire en langue locale feuilles-feuilles, cela pour signifier que c'est une forêt très touffue), Mbota, Mbota-Louissi (du nom des rivières, petits affluents de la Songolo) et Nkouikou.

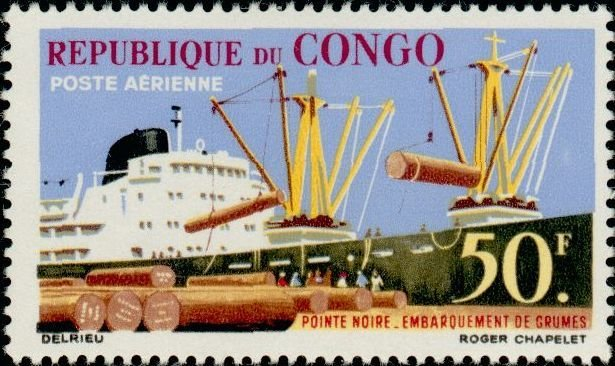
Embarquement de grumes dans le port (timbre postal émis en 1962).

Le centre va se densifier, c'est le début de l'aménagement de la partie située au-delà de la rivière Tchinouka. C'est la naissance du quartier OCH (Office congolais de l'habitat, organisme d'État). Entre l'avenue de la Révolution (ex-avenue de France) et le quartier OCH se trouve une zone marécageuse ; en dépit des interdictions de construire, celle-ci va être occupée, par des populations originaires, pour la plus grande part, des pays du Niari (Bouenza, Lékoumou et Niari). On peut connaître l'ordre d'arrivée par la toponymie des nouveaux quartiers : d'abord ceux du Niari par les quartiers Dibodo et Cocotier du Niari ; après, ceux de la Lékoumou par le quartier Pont de la Lékoumou, et enfin Mouyondzi et Pont de la Bouenza, pour ceux originaires de la Bouenza. Le découpage de ces quartiers est différent des autres quartiers de la ville, avec très peu de rues et de grandes avenues. La taille des parcelles dépend de la force humaine ou des moyens financiers des habitants. Ces populations ont été attirées par les activités portuaire et pétrolière en plein essor.
Avec les découvertes du gisement pétrolier et de celui de potasse, la ville va connaître un boom économique entre 1970 et 1985, attirant encore une forte migration. Cette migration est le fait des populations congolaises, africaines et européennes. Une étude socio-urbaine d'Urbanor, en 1980, va consigner que le centre-ville va connaître une forte augmentation, c'est-à-dire pour le centre avant 1960- 38,20 % après 1975- 15,17 % pour le quartier périphériques avant 1960 -32,83 % après 1975- 7,46 %[Quoi ?]. Cette période est celle de la densification relative en construction de la partie européenne ; les sociétés minières et de services vont lotir dans des sortes de ZAL (zone d'aménagement libre). Ce sont les habitations de la COMILOG, (Compagnie minière de l'Ogoué du Gabon), ELF-Congo, CPC (Compagnie des Potasses du Congo) et d'autres. Dans la partie Est (village), ce sont les quartiers périphériques qui vont se développer, en poursuivant la deuxième phase de densification et l'amorce d'une mise en valeur.

### Évolution urbaine de Pointe-Noire depuis les années 1990 jusqu'à nos jours
Cette période est marquée par une autre forme développement du fait de la crise économique frappant le pays depuis la fin 1985 et dont le pays ne se relève pas jusqu'à la fin des années 1990, alternant des phases des phases de faible croissance et des phases de décroissance. La ville voit dans cet intervalle se multiplier les petits emplois du secteur dit informel.
Pointe-Noire, poumon économique du Congo, est épargnée par les destructions des guerres civiles. Lorsque le pays est en proie à plusieurs luttes internes, divers intervenants agissent pour préserver la ville, ainsi que les intérêts pétroliers qu'elle abrite. En octobre 1997, Denis Sassou-Nguesso a cependant fait appel à l'armée angolaise pour prendre la ville, sans combat.
Cette situation favorable dans les années 1990 suivie du retour de la stabilité et de la croissance dans le pays durant les années 2000 (à l'exception de l'année 2007 marquée par le début de la crise mondiale) ont permis à la ville de Pointe-Noire d'assoir son statut de capitale économique du pays, alliant croissance économique et démographique (notamment alimentée par l'immigration depuis la RDC voisine).
Du fait de sa nombreuse population et de statut de locomotive économique, la ville est au cœur de la campagne menée en vue des élections présidentielles de 2016 qui opposent le président sortant Denis Sassou-Nguesso au pouvoir depuis 1997 à l'opposition unifiée dans le Front pour le respect de l'ordre constitutionnel et l'alternance démocratique et qui a tenu dans la ville de Pointe-Noire son premier grand meeting le 26 avril 2015.

## Économie

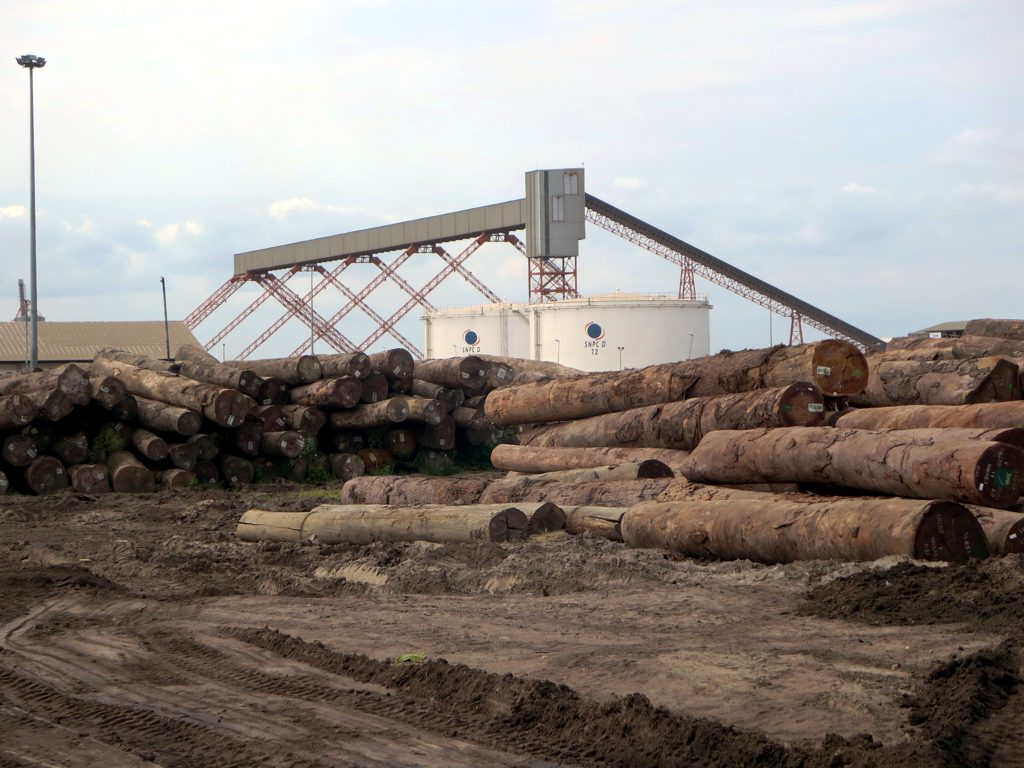
Grumes en attente d'exportation au port.

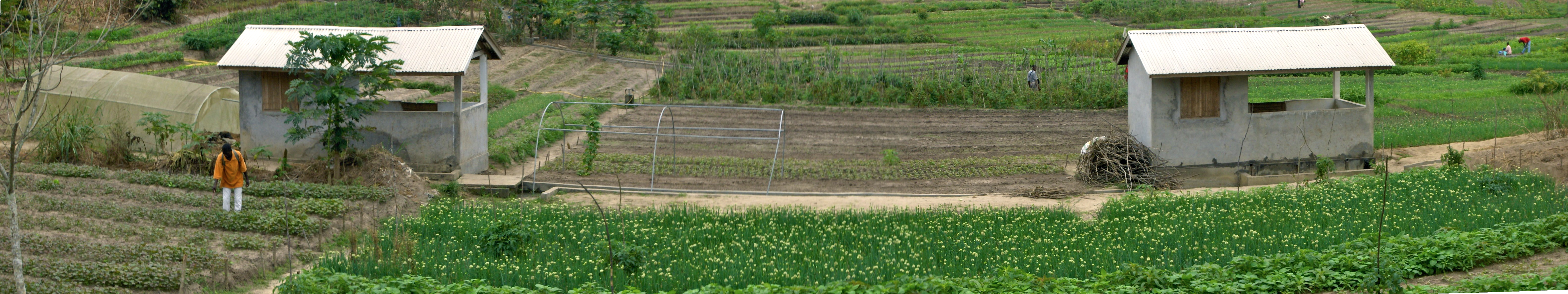
Agriculture dans la ville.

### Hydrocarbures
L'activité pétrolière constitue toujours le secteur principal de l'économie ponténégrine. Elle emploie une forte quantité de main-d'œuvre et génère une forte activité de sous-traitance. Cette activité reste essentielle à Pointe-Noire et son développement sous poursuit, en particulier sous la houlette de Total qui représente plus de 50 % de la production pétrolière nationale et exploite dix des vingt-trois champs pétroliers offshore actifs au large des côtes du Congo. Ainsi, le projet Moho-Nord permet l'exploitation depuis 2015 de nouvelles réserves dans la concession Moho-Bilondo avec pour objectif 140 000 bep/j dès 2017.
Ces projets ont des effets d'entrainement sur les entreprises nationales congolaises ou étrangères implantées, en témoigne le grand projet Moho-Nord développé conjointement avec l'entreprise d'État qu'est la Société nationale des pétroles du Congo (SNPC) mais aussi Chevron Overseas Congo qui participent à hauteur de 46,5 % à elles deux. Les retombées économiques de ce secteur profitent à l'industrie de la ville qui s'est un peu diversifiée : production de gaz, textile, alimentation, chimie…
Toutefois, la Fédération internationale des ligues des droits de l'homme, une ONG partenaire de l'Organisation des Nations unies et du Conseil de l'Europe, appelle à relativiser l'impact économique de ces activités pétrolières pour les habitants de Djeno dans son rapport à charge intitulé Gestion de la rente pétrolière au Congo Brazzaville : mal gouvernance et violations des droits de l’Homme.
Quoi qu'il en soit, la présence du port et du terminal pétrolier, l'essor des services, ainsi que la construction d'un aéroport international, ont fait de Pointe-Noire une cité de première importance pour le commerce africain et surtout pour l'économie nationale puisqu'elle assure 83 % des recettes budgétaires de la république du Congo. À l'inverse, depuis le début des années 1990, l'économie informelle, faite de multiples commerces et services, s'y est massivement développée en réponse au chômage qui touche les diplômés du système éducatif.
Cette activité n'est pas sans conséquences délétères sur l'environnement, la santé des habitants et sur l'agriculture:
En 2004, un accident s’était produit au village Tchinkanou (au sud de Pointe-Noire), provoquant le déversement important du brut dans la rivière Samba, principale source d’eau des populations. « Les habitants ne savaient pas quoi boire, et la catastrophe s’est propagée vers d’autres villages », témoigne à IPS, un originaire de Tchinkanou résidant à Pointe-Noire, connu sous le pseudonyme de Tchatcho Mbala.
En septembre 2012, une marée noire pollue les côtes « dans le silence le plus total. Piqué au vif, accusé de non assistance à population en danger, le gouvernement sort enfin de sa léthargie récurrente 4 mois après les faits », sans doute sous la « pression des ONG internationales ».

## Culture

### Musées
Le musée du Cercle Africain de Pointe-Noire est consacré à l'histoire, à la culture et à l’art de la ville.
Le Centre Culturel Jean Baptiste Tati - Loutard ouvert toute l'année, situé dans le quartier M'Pita, est un lieu à part entière pour les activités culturelles pour toutes les tranches d'âges, on y trouve deux bibliothèques, une salle multimédia, un cyber espace connecté à internet, un terrain omnisports, des salles de réunions, etc.

## Transports

### Transports en commun

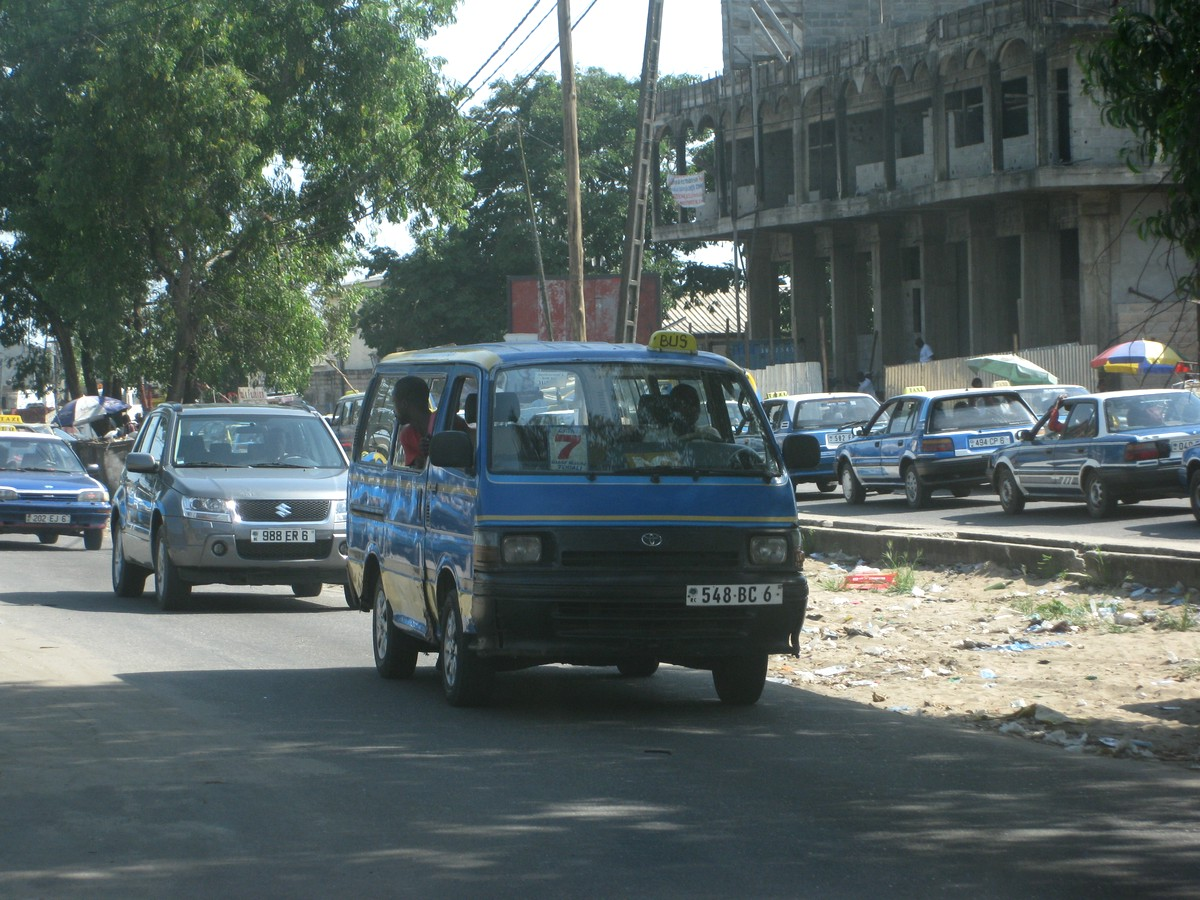
Minibus à Pointe-Noire.

À Pointe-Noire, comme à Brazzaville, les transports en commun sont le fait d'opérateurs privés qui exploitent des bus, des taxis ou des taxis-communs. Ainsi, un nombre significatif des résidents de la ville dépend de ces taxis ou minibus informels. Le tarif pour une course en taxi dans la ville est de 700 Francs CFA (1 euro). Pour un trajet plus long (de l'aéroport à la ville), il faut compter de 1000 à 2000 Francs CFA. Pour les taxis collectifs, dits 100-100, qui font des aller-retour le long d'un trajet unique, leur tarif est fixé à 150 Francs CFA.

### Transports ferroviaires

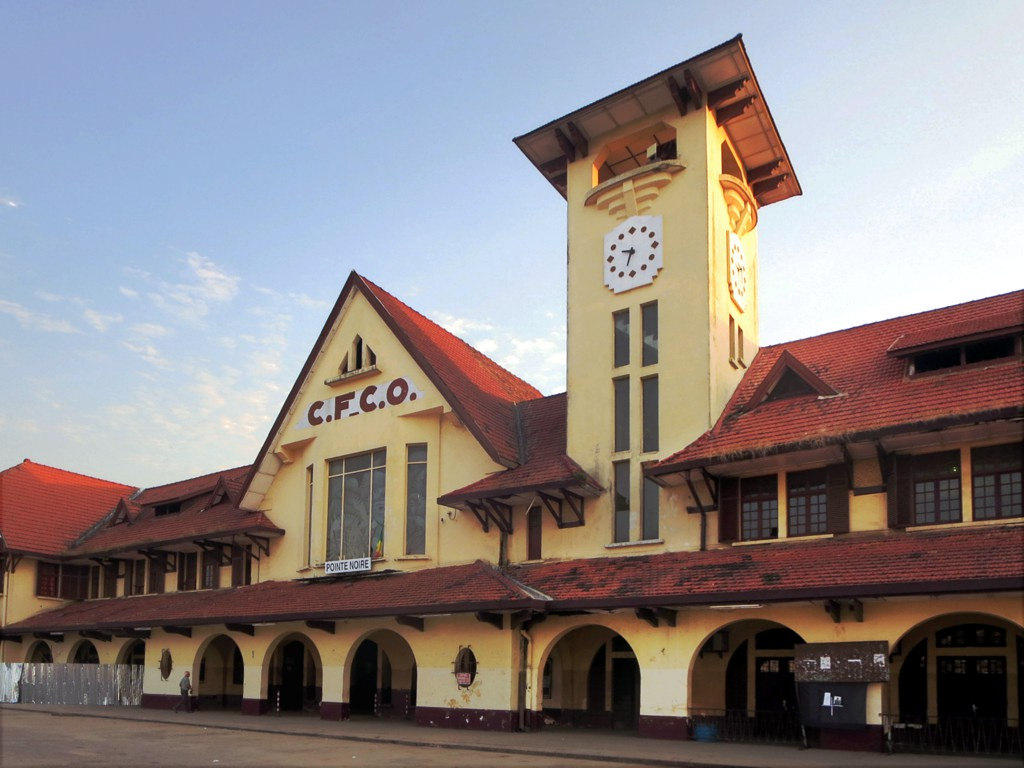
Gare de Pointe-Noire (chemin de fer Congo-Océan ou CFCO).

Le chemin de fer sert surtout au transport vers l'hinterland et Brazzaville. Pointe-Noire est le terminus maritime de la célèbre ligne Congo-Océan construite pendant la période coloniale française et dont la rénovation se fait attendre. À la suite de plusieurs accidents dont certains mortels, les projets de privatisation et de modernisation de la ligne se sont accélérés et les premiers résultats ont vu le jour dans les années 2010 avec notamment la mise en service de nouvelles rames appelées Gazelles d'un standing bien supérieur et inaugurées en 2012.
Le groupe français Bolloré, déjà chargé du développement du Port Autonome de Pointe-Noire, a été sollicité pour accélérer cette mise aux normes de la ligne Congo-Océan afin de maintenir la compétitivité de Pointe-Noire en tant qu'interface entre le commerce maritime mondial et l'Afrique centrale mais aussi favoriser les déplacements de personne entre la capitale Brazzaville et son principal relais de croissance économique.

### Transports routiers
Pointe-Noire est également reliée à Brazzaville par voie routière, l'axe de communication ayant été intégralement ouvert en 2015. Le tronçon Pointe-Noire — Dolisie est fonctionnel depuis 2011. Cette route a été construite dans le cadre d'un partenariat avec la Chine qui a financé une partie des travaux et a été à la maîtrise de l'ouvrage. Désormais, il est possible de se rendre de Pointe-Noire jusqu'à Ouesso à l'extrême nord du pays par une même route bituminée, à savoir la RN1 qui devient RN2 après Brazzaville.

### Transports aéroportuaires
La ville est reliée par le transport aérien avec l'Aéroport international Agostinho-Neto. Plusieurs compagnies aériennes proposent des vols vers des destinations africaines, mais aussi vers l'Europe. C'est également un aéroport de marchandises, porte d'entrée des produits étrangers sur le territoire congolais mais aussi relais du port de Pointe-Noire vers Brazzaville, notamment pendant les périodes de guerres civiles qui ont interrompu parfois durablement la ligne de chemin de fer Congo-Océan.

### Transport maritime
Le port de Pointe-Noire dessert la ville.

## Éducation
On trouve à Pointe-Noire plusieurs lycées et écoles internationaux, comme Victor Augagneur et Poaty Bernard, ainsi que des écoles privées. La ville compte l'un des deux lycées français du pays, le lycée Charlemagne, et abrite l'Institut Français du Congo - Pointe-Noire qui propose des cours de français de tous niveaux et des possibilités de poursuite d'études en France via le réseau Campus France.
En effet, si plusieurs centres privés offrent des études de BTS et malgré une population forte de plus d'un million d'habitants ainsi qu'une industrie pétrolière essentielle à l'État demandeuse de personnels formés, la ville n'abrite aucune université publique. Cependant, depuis 2002, l'Université Professionnelle d'Afrique assure un enseignement avec des programmes Bachelor (Bac +3) et MBA (Bac +5) en alternance école — entreprise.

## Lieux de culte

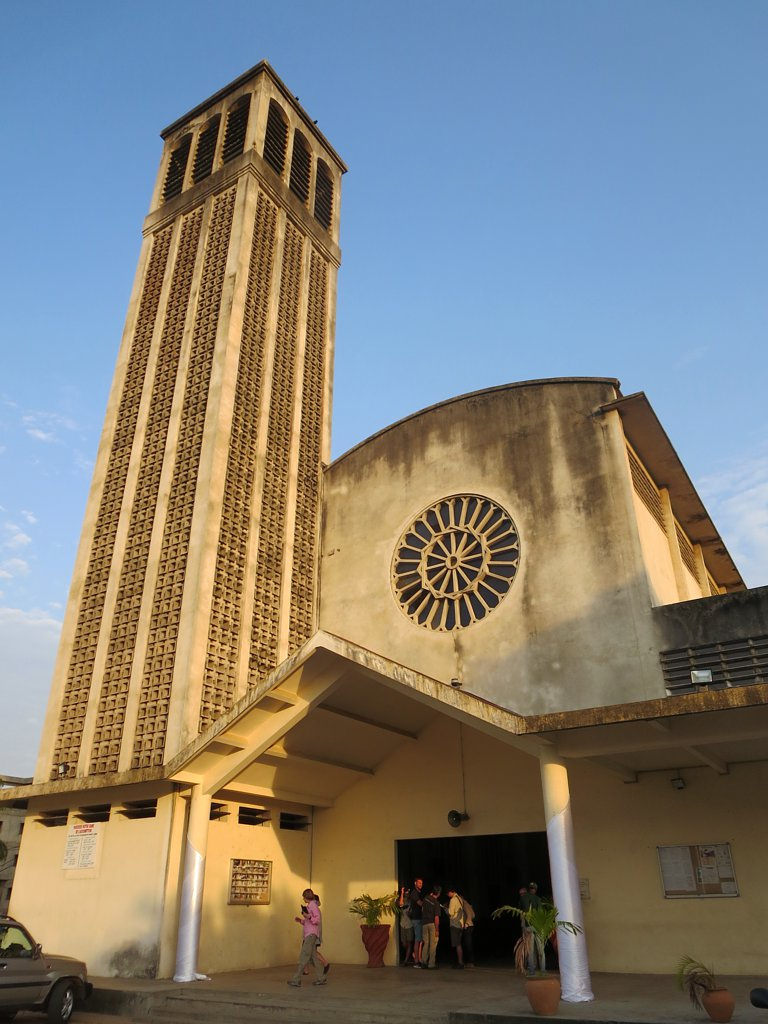
Clocher et façade de l'église cathédrale Notre-Dame de l'Assomption.

Parmi les lieux de culte, on dénombre principalement des églises et des temples chrétiens : du diocèse de Pointe-Noire pour l'Église catholique, de l'Église évangélique du Congo (Communion mondiale d'Églises réformées), des Assemblées de Dieu.

## Personnalités liées à la ville
- Caya Makhélé (1952-), écrivain, peintre et dramaturge.
- Virginie Mouanda Kibinde (1966-), autrice, éditrice et conteuse de la diaspora africaine.

- Alain Mabanckou, écrivain, professeur de littérature et auteur de "Lumières de Pointe-Noire"
- Agathe Pembellot, première femme magistrate du Congo, première femme admise comme membre de la Cour suprême du Congo
- Alfred Raoul, homme politique congolais, d'origine cabindaise et premier saint-cyrien du Congo
- Alphonse Souchlaty-Poaty, homme politique congolais
- Anatole Collinet Makosso, homme politique congolais
- André Raphäel Loemba
- Frédéric Trigo Piula, artiste peintre congolais
- Godefroy Emile Mpwati, premier évêque catholique congolais du diocèse de Pointe-Noire
- Jacques Bouiti, médecin et homme politique, maire de Pointe-Noire
- Jeanne Galice, dite Jain, chanteuse française ayant vécu à Pointe-Noire dans sa prime jeunesse
- Jean-Baptiste Tati Loutard, écrivain et homme politique congolais
- Jean Félix-Tchicaya
- Jean-Marc Thystère-Tchicaya
- Jean-Pierre Thystère-Tchicaya
- Jeannette Balou Tchichelle
- Joseph Makosso
- Joséphine Bouanga
- Louis Portella Mbuyu, évêque de Kinkala dans le département du Pool
- Louis Sylvain-Goma, homme politique congolais et saint-cyrien
- Mambou Aimée Gnali, femme de lettres et femme politique, première Congolaise à être admise au baccalauréat en 1955 au lycée Sarvognan de Brazza à Brazzaville
- Roland Bouiti-Viaudo, homme politique et maire de Pointe-Noire
- Robert Stéphane Tchitchelle, homme politique et maire de Pointe-Noire
- Rido Bayonne, auteur, compositeur, arrangeur, chef d'orchestre, directeur musical, bassiste et multi-instrumentiste franco-congolais
- Tchicaya U Tam'si, écrivain congolais
- Alexis Vincent Gomès, avocat et bâtonnier de Pointe-Noire
- François Luc Macosso, homme politique et maire de Pointe-Noire
- Jean-François Kando, homme politique et maire de Pointe-Noire
- Joseph Kignoumbi Kia Mboungou, homme politique congolais

## Armoiries

Drapeau.
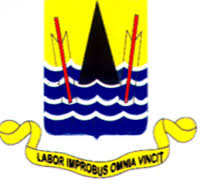
Sceau.

Les Armoiries de la ville de Pointe-Noire sont :
« D’or à la Pointe de sable accompagnée de deux rames d’argent, au manche de gueules, posées en chevron versé , la Pointe et les rames mouvant d’une mer d’azur ondée de trois flots d’argent ».
La devise des armoiries de la ville est : « Labor improbus omnia vincit », en latin (ce qui signifie en français « Un travail opiniâtre vient à bout de tout »).